# چیلو زیزانی
چیلو زیزانی (نام علمی: Chilo zizaniae) نام یک گونه از تیره علف‌بیدان است. این گونه توسط وانگ و سونگ در سال ۱۹۸۱ در چین یافت شد.